# HR 7064
Désignations
HR 7064, également désignée HD 173780, est une étoile géante de la constellation boréale de la Lyre. Elle est visible à l'œil nu avec une magnitude apparente de 4,84. D'après la mesure de sa parallaxe annuelle par le satellite Gaia, l'étoile est distante d'environ ∼ 244 a.l. (∼ 74,8 pc) de la Terre. Elle s'en rapproche à une vitesse radiale héliocentrique de −17 km/s.
HR 7064 est une étoile géante rouge de type spectral K3III. C'est une géante du red clump, ce qui signifie qu'elle est située à l'extrémité rouge (froide) de la branche horizontale du diagramme H-R et qu'elle génère son énergie par la fusion de l'hélium dans son noyau. L'étoile est estimée être âgée de 2,4 milliards d'années et être 1,7 fois plus massive que le Soleil. Son rayon est environ 16 fois plus grand que le rayon solaire, elle est 92 fois plus lumineuse que le Soleil et sa température de surface est de 4 422 K.